# Lekcjonarz 21
Lekcjonarz 21 (według numeracji Gregory-Aland), oznaczany przy pomocy siglum ℓ 21 – rękopis Nowego Testamentu pisany uncjałą na pergaminie w języku greckim z XIV wieku. Służył do czytań liturgicznych.

## Opis rękopisu
Kodeks zawiera wybór lekcji z Ewangelii do czytań liturgicznych, na 59 pergaminowych kartach (24 cm na 19,5 cm). Większa część kart kodeksu zaginęła. Stosuje noty muzyczne (neumy), by ułatwić podczas czytań liturgicznych. Lekcje pochodzą z Mateusza i Łukasza.
Tekst rękopisu pisany jest dwoma kolumnami na stronę, 28 linijek w kolumnie.

## Historia
Paleograficznie rękopis jest datowany przez INTF na wiek XIV. W 1633 roku nabył go William Laud. Rękopis badał w niektórych partiach John Mill (jako Seld. 4) oraz Johann Jakob Griesbach.
Obecnie przechowywany jest w Bodleian Library (Arch. Selden. B. 56) w Oksfordzie.
Rękopis jest rzadko cytowany w naukowych wydaniach greckiego Novum Testamentum Nestle-Alanda (UBS3).